# Sitotroga cerealella
A traça-dos-cereais (Sitotroga cerealella) é uma espécie de inseto lepidóptero, mais especificamente de traças, pertencente à família Gelechiidae.
A autoridade científica da espécie é Olivier, tendo sido descrita no ano de 1789.
Trata-se de uma espécie presente no território português.